# Fuji-Hakone-Izu nationalpark
Fuji-Hakone-Izu nationalpark (japanska: 富士箱根伊豆国立公園?, Fuji-Hakone-Izu Kokuritsu Kōen) är en nationalpark som ligger i Japan.

## Geografi
Nationalparken har en sammanlagd area på ca 1217 km² men är inte ett sammanhängande områden utan omfattar flera områden spridda över Kanagawa, Shizuoka, Tokyo och Yamanashi prefekturer. 
Parken omfattar fyra områden:
- Fuji (japanska: 富士山?, Fuji-san)

- Hakone (japanska: 箱根?, Hakone)

- Izuhalvön (japanska: 伊豆半島?, Izu-hantō)

- Izuöarna (japanska: 伊豆諸島?, Izu-shotō)

## Historia
Nationalparken grundades den 1 februari 1936 och omfattade då endast Fuji och Hakoneområdet. Under åren har parkens omfattning ökat.
1964 införlivades Izuöarna i parkområdet.